# Vela nos Jogos Olímpicos de Verão de 1996 - Soling
As provas da classe Soling da vela nos Jogos Olímpicos de Verão de 1996 ocorreram entre 22 de julho e 2 de agosto daquele ano na costa de Savannah em Geórgia, nos Estados Unidos. A competição foi em formato combinado. Primeiro, os competidores tiveram que participar de uma série de dez fleet race. Os pontos foram concedidos pela colocação em cada corrida. As melhores oito entre dez pontuações de corrida contaram para a colocação na série match race. Para esta classe, houve 66 velejadores de 22 nações inscritas.

## Medalhistas
O trio alemão Jochen Schümann, Thomas Flach e Bernd Jäkel finalizou a competição em primeiro lugar e conquistou a medalha de ouro. A prata firmou-se com os russos Georgy Shayduko, Dmitri Shabanov e Igor Skalin. Por fim, a medalha de bronze ficou com Jeff Madrigali, Jim Barton e Kent Massey, dos Estados Unidos.
|  | GER Alemanha                             |  | RUS Rússia                                  |  | USA Estados Unidos                    |
|  | Jochen Schümann Thomas Flach Bernd Jäkel |  | Georgy Shayduko Dmitri Shabanov Igor Skalin |  | Jeff Madrigali Jim Barton Kent Massey |

### Classificação diária

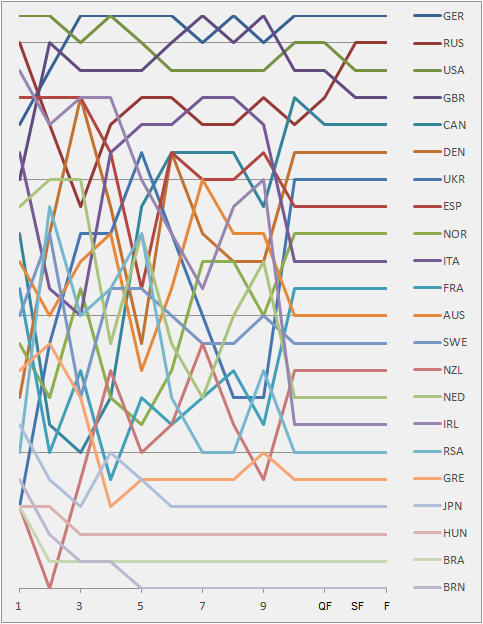
Gráfico mostrando a classificação diária na classe durante o fleet race.

## Resultados dofleet race
| Pos. | Tripulação                                                | Regata I | Regata I | Regata II | Regata II | Regata III | Regata III | Regata IV | Regata IV | Regata V | Regata V | Regata VI | Regata VI | Regata VII | Regata VII | Regata VIII | Regata VIII | Regata IX | Regata IX | Regata X | Regata X | Total de pontos | Total -2 |
| Pos. | Tripulação                                                | Pos.     | Pts.     | Pos.      | Pts.      | Pos.       | Pts.       | Pos.      | Pts.      | Pos.     | Pts.     | Pos.      | Pts.      | Pos.       | Pts.       | Pos.        | Pts.        | Pos.      | Pts.      | Pos.     | Pts.     | Total de pontos | Total -2 |
| ---- | --------------------------------------------------------- | -------- | -------- | --------- | --------- | ---------- | ---------- | --------- | --------- | -------- | -------- | --------- | --------- | ---------- | ---------- | ----------- | ----------- | --------- | --------- | -------- | -------- | --------------- | -------- |
| 1    | GER Jochen Schümann Thomas Flach Bernd Jäkel              | 5        | 5.0      | 5         | 5.0       | 2          | 2.0        | 4         | 4.0       | 1        | 1.0      | 9         | 9.0       | 9          | 9.0        | 6           | 6.0         | 2         | 2.0       | 9        | 9.0      | 52.0            | 34.0     |
| 2    | USA Jeff Madrigali Jim Barton Kent Massey                 | 1        | 1.0      | 4         | 4.0       | 9          | 9.0        | 2         | 2.0       | 5        | 5.0      | 19        | 19.0      | 5          | 5.0        | 9           | 9.0         | 1         | 1.0       | 12       | 12.0     | 67.0            | 36.0     |
| 3    | GBR Andrew Beadsworth Barry Parkin Adrian George Stead    | 7        | 7.0      | 1         | 1.0       | 8          | 8.0        | 7         | 7.0       | 4        | 4.0      | 1         | 1.0       | 6          | 6.0        | PMS         | 23.0        | 12        | 12.0      | 14       | 14.0     | 83.0            | 46.0     |
| 4    | CAN Bill Abbott, Jr. Joanne Abbott Brad Boston            | 9        | 9.0      | 20        | 20.0      | 16         | 16.0       | 10        | 10.0      | 2        | 2.0      | 8         | 8.0       | 1          | 1.0        | 1           | 1.0         | 8         | 8.0       | 8        | 8.0      | 83.0            | 47.0     |
| 5    | RUS Georgi Shayduko Dmitri Shabanov Igor Skalin           | 2        | 2.0      | 11        | 11.0      | 13         | 13.0       | 8         | 8.0       | 7        | 7.0      | 4         | 4.0       | 12         | 12.0       | 8           | 8.0         | 7         | 7.0       | 3        | 3.0      | 75.0            | 50.0     |
| 6    | DEN Stig Westergaard Jan Andersen Jens Bojsen-Møller      | 15       | 15.0     | 6         | 6.0       | 3          | 3.0        | 16        | 16.0      | PMS      | 23.0     | 2         | 2.0       | 11         | 11.0       | PMS         | 23.0        | 4         | 4.0       | 1        | 1.0      | 104.0           | 58.0     |
| 7    | UKR Sergej Pichugin Sergej Khayndrava Wladimir Korotkov   | DSQ      | 23.0     | 3         | 3.0       | 1          | 1.0        | 15        | 15.0      | 6        | 6.0      | 18        | 18.0      | 18         | 18.0       | 5           | 5.0         | 9         | 9.0       | 2        | 2.0      | 100.0           | 59.0     |
| 8    | ESP Luis Doreste Domingo Manrique David Vera              | 4        | 4.0      | 8         | 8.0       | 12         | 12.0       | 13        | 13.0      | PMS      | 23.0     | 5         | 5.0       | 8          | 8.0        | 10          | 10.0        | 10        | 10.0      | 4        | 4.0      | 97.0            | 61.0     |
| 9    | NOR Herman Horn Johannessen Paul Davis Espen Stokkeland   | 13       | 13.0     | 15        | 15.0      | 4          | 4.0        | PMS       | 23.0      | 12       | 12.0     | 7         | 7.0       | 4          | 4.0        | 3           | 3.0         | 16        | 16.0      | 7        | 7.0      | 104.0           | 65.0     |
| 10   | ITA Mario Celon Claudio Celon Gianni Torboli              | 6        | 6.0      | 16        | 16.0      | 14         | 14.0       | 1         | 1.0       | 8        | 8.0      | 3         | 3.0       | 3          | 3.0        | 16          | 16.0        | 15        | 15.0      | 19       | 19.0     | 101.0           | 66.0     |
| 11   | FRA Marc Bouet Sylvain Chtounder Gildas Morvan            | 11       | 11.0     | DSQ       | 23.0      | 6          | 6.0        | 17        | 17.0      | 9        | 9.0      | 13        | 13.0      | 10         | 10.0       | 7           | 7.0         | 3         | 3.0       | 10       | 10.0     | 109.0           | 69.0     |
| 12   | AUS Matt Hayes Steve Jarvin Magnus Holmberg               | 10       | 10.0     | 13        | 13.0      | 5          | 5.0        | 14        | 14.0      | PMS      | 23.0     | 6         | 6.0       | 2          | 2.0        | 14          | 14.0        | 6         | 6.0       | DSQ      | 23.0     | 116.0           | 70.0     |
| 13   | SWE Magnus Holmberg Björn Alm Johan Barne                 | 12       | 12.0     | 9         | 9.0       | DNC        | 23.0       | 3         | 3.0       | 13       | 13.0     | 12        | 12.0      | 14         | 14.0       | 4           | 4.0         | 13        | 13.0      | 5        | 5.0      | 108.0           | 71.0     |
| 14   | NZL Kelvin Harrap Sean Clarkson Robert Gale               | DSQ      | 23.0     | 18        | 18.0      | 7          | 7.0        | 5         | 5.0       | 15       | 15.0     | 11        | 11.0      | 7          | 7.0        | 15          | 15.0        | 5         | 5.0       | 15       | 15.0     | 121.0           | 80.0     |
| 15   | NED Willem Potma Frank Hettinga Gerhard Potma             | 8        | 8.0      | 7         | 7.0       | 10         | 10.0       | PMS       | 23.0      | 10       | 10.0     | 15        | 15.0      | 16         | 16.0       | 2           | 2.0         | 17        | 17.0      | 16       | 16.0     | 124.0           | 84.0     |
| 16   | IRL Marshall King Garrett Connolly Daniel O'grady         | 3        | 3.0      | 10        | 10.0      | 11         | 11.0       | 9         | 9.0       | 16       | 16.0     | 17        | 17.0      | 13         | 13.0       | PMS         | 23.0        | 14        | 14.0      | 17       | 17.0     | 133.0           | 93.0     |
| 17   | RSA Bruce Savage Richard Mayhew Clynton Wade Lehman       | 17       | 17.0     | 2         | 2.0       | 17         | 17.0       | 11        | 11.0      | 11       | 11.0     | 20        | 20.0      | 15         | 15.0       | PMS         | 23.0        | 11        | 11.0      | 18       | 18.0     | 145.0           | 102.0    |
| 18   | GRE Stavros Alevras Panayiotis Alevras Stefanos Chandakas | 14       | 14.0     | 12        | 12.0      | 18         | 18.0       | PMS       | 23.0      | 3        | 3.0      | 16        | 16.0      | 21         | 21.0       | 11          | 11.0        | 20        | 20.0      | 13       | 13.0     | 151.0           | 107.0    |
| 19   | JPN Kazunori Komatsu Masatoshi Hazama Kazuyuki Hyodo      | 16       | 16.0     | 19        | 19.0      | 15         | 15.0       | 6         | 6.0       | 14       | 14.0     | 21        | 21.0      | 17         | 17.0       | 12          | 12.0        | 21        | 21.0      | 11       | 11.0     | 152.0           | 110.0    |
| 20   | HUN George Wossala László Kovácsi Károly Vezér            | DSQ      | 23.0     | 14        | 14.0      | 19         | 19.0       | 12        | 12.0      | PMS      | 23.0     | 10        | 10.0      | 20         | 20.0       | 13          | 13.0        | 18        | 18.0      | 20       | 20.0     | 172.0           | 126.0    |
| 21   | BRA Edson, Jr. Araujo Daniel Glomb Marcelo Reitz          | DSQ      | 23.0     | 17        | 17.0      | 20         | 20.0       | PMS       | 23.0      | 17       | 17.0     | 14        | 14.0      | 19         | 19.0       | PMS         | 23.0        | 19        | 19.0      | 6        | 6.0      | 181.0           | 135.0    |
| 22   | BRN Essa al-Busmait Khalid al-Sada Ahmed al-Sale          | 18       | 18.0     | 21        | 21.0      | 21         | 21.0       | DNF       | 23.0      | 18       | 18.0     | 22        | 22.0      | 22         | 22.0       | 17          | 17.0        | 22        | 22.0      | 21       | 21.0     | 205.0           | 160.0    |

## Resultados domatch race
|  | Quartas de final | Quartas de final | Quartas de final |  |  | Semifinais | Semifinais         | Semifinais |  |  | Final          | Final              | Final          |
|  |                  |                  |                  |  |  |            |                    |            |  |  |                |                    |                |
|  |                  |                  |                  |  |  | 1          | GER Alemanha       | 3          |  |  |                |                    |                |
|  | 3                | GBR Grã-Bretanha | 3                |  |  | 3          | GBR Grã-Bretanha   | 0          |  |  |                |                    |                |
|  | 6                | DEN Dinamarca    | 2                |  |  |            |                    |            |  |  | 1              | GER Alemanha       | 3              |
|  |                  |                  |                  |  |  |            |                    |            |  |  | 5              | RUS Rússia         | 0              |
|  |                  |                  |                  |  |  | 2          | USA Estados Unidos | 0          |  |  |                |                    |                |
|  | 4                | CAN Canadá       | 0                |  |  | 5          | RUS Rússia         | 3          |  |  | Terceiro lugar | Terceiro lugar     | Terceiro lugar |
|  | 5                | RUS Rússia       | 3                |  |  |            |                    |            |  |  | 2              | USA Estados Unidos | 3              |
|  |                  |                  |                  |  |  |            |                    |            |  |  | 4              | GBR Grã-Bretanha   | 1              |